# Calum Scott
Calum Scott, né le 12 octobre 1988 à Kingston upon Hull (Angleterre), est un auteur-compositeur-interprète britannique.

## Biographie

### Débuts professionnels
Avant d'embrasser une carrière musicale, Calum Scott travaille dans les ressources humaines dans le nord-ouest de l'Angleterre,.

### Britain's Got Talent(2015-2016)
Après un échec à X-Factor, Calum Scott se présente au printemps 2015 à l'émission Britain's Got Talent. Il passe après sa sœur, qui est recalée, et interprète la chanson Dancing On My Own de Robyn. Le juré Simon Cowell appuie sur le golden buzzer permettant ainsi à Scott d'être qualifié pour les demi-finales. Il remporte sa demi-finale et termine à la sixième place de la finale de cette neuvième édition de Britain's Got Talent.
Après l'émission, Calum Scott entame une tournée au Royaume-Uni et fait également la première partie d'Emeli Sandé. En avril 2016, il publie Dancing On My Own en single. Pour sa reprise, Calum Scott parle d'un homme homosexuel qui tombe amoureux d'un homme hétérosexuel. La chanson atteint la deuxième position des charts britanniques et devient disque de platine. Sa version connaît un plus grand succès que la version originale de Robyn. Outre les 1,2 million d'exemplaires vendus au Royaume-Uni, le titre connait également le succès en Europe continentale et en Australie, où il atteint également la deuxième place des charts.

### Only HumanetBridges(2017-2022)
Calum Scott est nommé aux Brit Awards 2017 puis sort deux nouveaux singles : Rhythm Inside et You Are The Reason (en duo avec Leona Lewis), respectivement classés 90e et 43e des charts. Son premier album Only Human sort le 9 mars 2018 au Royaume-Uni. Dans son pays d'origine, Only Human atteint la 4e place des ventes d'album. Calum Scott se lance alors dans une tournée mondiale pour promouvoir l'album.
Durant l'été 2021, Calum Scott sort le single Where Are You Now en collaboration avec le DJ belge Lost Frequencies. Le titre rencontre le succès plusieurs mois après sa sortie : il intègre le top 10 des ventes au Royaume-uni en janvier 2022, une première pour l'artiste depuis Dancing On My Own. Where Are You Now atteint finalement la 3e place des charts britanniques.
Calum Scott sort son deuxième album Bridges en juin 2022, soutenu par quatre singles : Biblical, Rise, If You Ever Change Your Mind et Heaven. Un cinquième single sort également en juin 2022 pour le mois des fiertés : Boys in the Street, une reprise de Greg Holden accompagnée d'un clip vidéo,. L'album ne se classe cependant qu'en 48e position de l'UK Albums Chart, où il ne figure qu'une semaine, tandis que ses singles restent hors classement.

### Vie privée
Calum Scott fait son coming out après Britain's Got Talent, après plusieurs années de difficultés avec son orientation sexuelle. Ce thème est évoqué dans plusieurs chansons de son premier album,,. Scott aborde ainsi son coming out auprès de sa mère sur No Matter What et du rejet de ses amis, sauf un, dans Only You.

## Discographie

### Album
- 2018 : Only Human
- 2022 : Bridges

### Singles
- 2016 : Dancing on My Own
- 2016 : Rhythm Inside
- 2017 : You Are the Reason
- 2018 : What I Miss Most
- 2018 : No Matter What
- 2021 : Biblical
- 2021 : Rise
- 2021 : Where Are You Now
- 2021 : Run With Me (featuring Anny Ogrezeanu)
- 2022 : If You Ever Change Your Mind
- 2022 : Heaven (ft. Lyodra Ginting)
- 2022 : Boys in the Street
- 2023 : At Your Worst
- 2024 : Roots